# Suplacu de Barcău, Bihor
Suplacu de Barcău (în maghiară: Berettyószéplak) este satul de reședință al comunei cu același nume din județul Bihor, Crișana, România.

## Date economice
- Centru economic important al județului (zonă relativ bogată în resurse petrolifere).
- Localitatea este traversată de calea ferată Oradea-Sărmășag.
- Centru sportiv important din 2008 pentru zona SUPLAC

## Personalități
- Emeric Feric, deputat